# Paddy Donovan
Thomas Patrick „Paddy” Donovan (ur. 23 grudnia 1936 w Napierze, zm. 11 marca 2018 tamże) – nowozelandzki bokser wagi lekkiej, olimpijczyk.
Reprezentował Nową Zelandię w boksie na Letnich Igrzyskach Olimpijskich 1956, które odbyły się w Melbourne oraz na Letnich Igrzyskach Olimpijskich 1964 w Tokio.